# Ektonodiastylis robusta
Ektonodiastylis robusta is een zeekommasoort uit de familie van de Diastylidae. De wetenschappelijke naam van de soort is voor het eerst geldig gepubliceerd in 2000 door Gerken, Watling & Klitgaard.